# Villa Simons

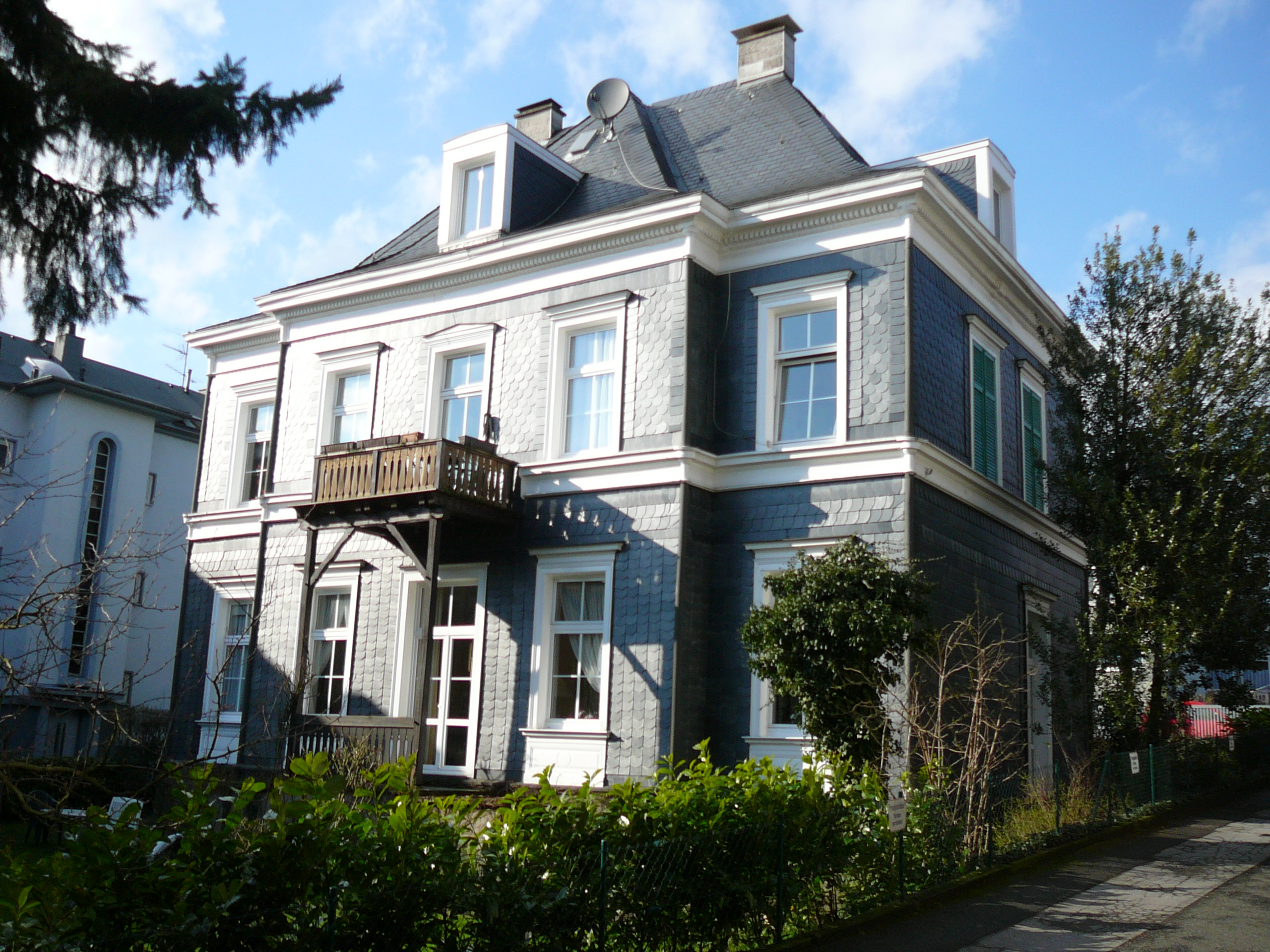
Villa Simons, Seite zum Garten

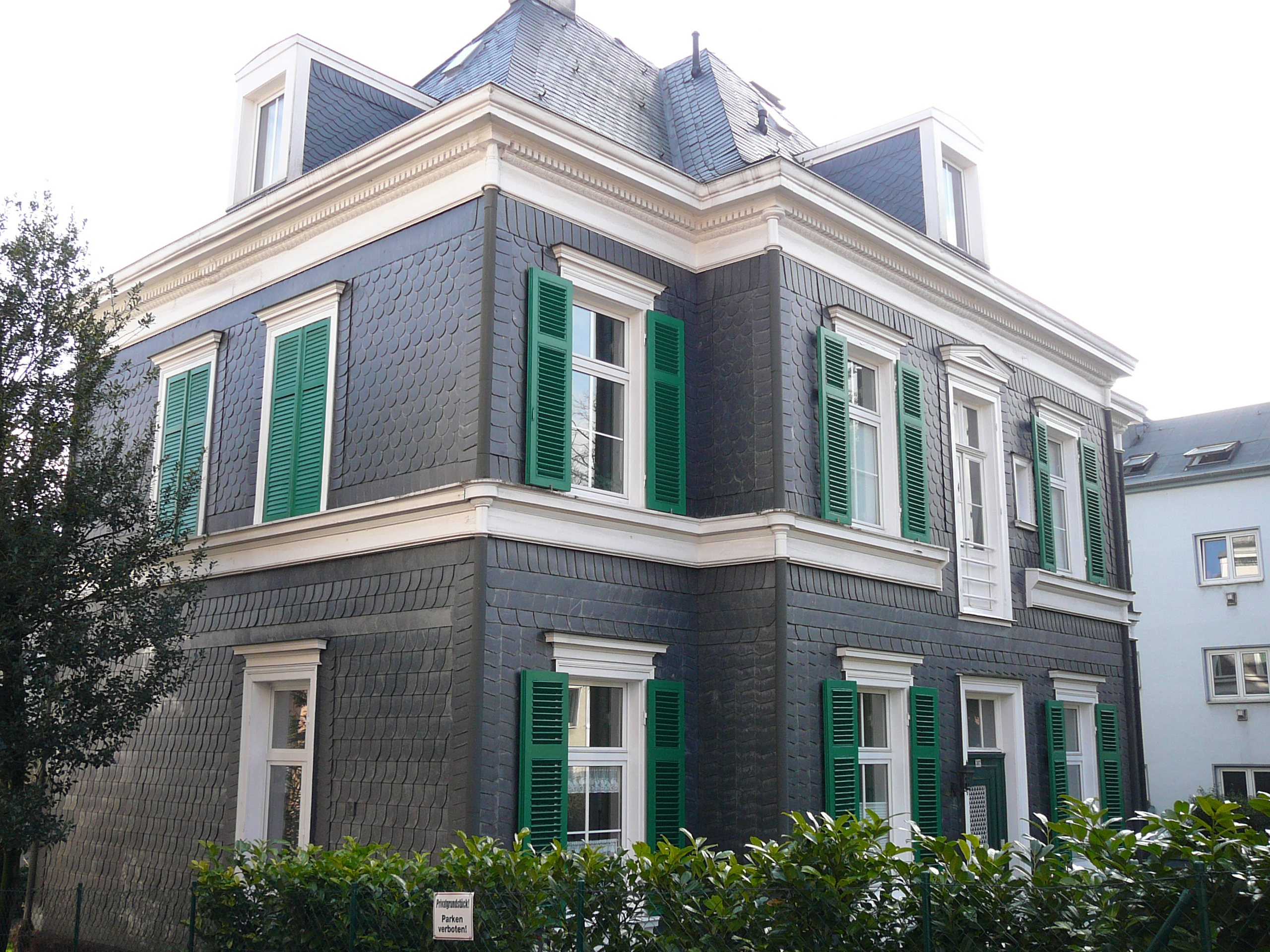
Villa Simons, Blick von der Straße

Die Villa Simons (Anschrift Nützenberger Straße 307) ist eine verschieferte Villa im Stil eines Bergischen Hauses in der Nützenberger Straße in Wuppertal-Elberfeld. Das zweigeschossige Gebäude ist auf der Schauseite zur Straße und zum Garten je fünfachsig mit einem dreiachsigen Mittelrisaliten ausgeführt.
Die Villa war das Wohnhaus der Familie Simons und Geburtshaus des 1861 geborenen Walter Simons, der Jurist und Politiker ist als Außenminister des Deutschen Reiches (1920–1921) bekannt geworden. Walter Simons ist Großenkel des Textilfabrikanten Johann Simons, seine Erben führten die Unternehmungen unter Johann Simons Erben weiter.
Am 11. September 1985 wurde die Villa als Baudenkmal anerkannt in die Denkmalliste der Stadt Wuppertal eingetragen.